# Landkreuzer P. 1500 Monster
Landkreuzer P 1500 Monster là tên một dự án sản xuất xe tăng siêu nặng trong thế chiến II do Đức Quốc xã đảm nhận. Bản thiết kế đã thể hiện những tính năng tốt nhất trong công nghệ quân sự của Đức Quốc xã thời bấy giờ.

## Lược sử thiết kế
Vào ngày 23 tháng 6 năm 1942, bộ quân sự Đức đề đạt một bản thiết kế tăng nặng 1000 tấn và có tên là Landkreuzer P. 1000 Ratte. Hitler sau khi xem xong bản thiết kế cảm thấy rất thích thú nên đã cho dự án tiếp tục được hoạt động. Tháng 12 cùng năm, hãng Krupp thiết kế ra một loại tăng còn lớn hơn, đó chính là P. 1500 Monster với trọng lượng lên đến 1500 tấn.
Vào năm 1943, Albert Speer đã cho dừng hoạt động cả hai dự án.

## Mục đích thiết kế
Chiếc siêu xe tăng này là một khẩu pháo tự hành lắp ráp pháo 800 mm Schwerer Gustav cũng do tập đoàn Krupp làm-là khẩu pháo lớn nhất trong lịch sử từng được chế tạo.Viên đạn nặng 7 tấn do nó bắn ra có thể bay xa hơn 37 km(23 dặm) và được thiết kế để hạ gục những pháo đài và lô cốt vững chãi.

## Thông số kỹ thuật
Landkreuzer P. 1500 Monster dài 42 m, nặng 1500 tấn với lớp giáp trước dày đến hơn 250 mm và có hệ thống động cơ gồm 4 động cơ MAN U-boat (chuyên dùng cho tàu ngầm), kíp chiến đấu của chiếc siêu tăng này lên đến hơn 100 người.
Vũ khí chính được trang bị là pháo 800 mm Dora/Schwerer Gustav K (E) (thường được lắp ráp trên đường ray) với vũ khí phụ là hai khẩu lựu pháo 150 mm sFH 18/1 L/30 và hai khẩu pháo tự động đa chức năng 15 mm MG 151/15.
Dự án này nhìn sơ qua có vẻ giống như một dự án pháo tự hành hơn là một dự án xe tăng, phía trần có thể mở ra để khai đạn hoặc đóng lại để bảo vệ kíp chiến đấu.Nó được trang bị pháo 800 mm hoặc pháo Karl 600 mm, có thể bắn như một lựu pháo đằng xa mà không cần phải xác định mục tiêu;dựa trên thông số kỹ thuật của các loại đạn mà Landkreuzer P. 1500 Monster bắn thì sức công phá của nó sẽ là rất lớn nếu như được sản xuất.

## Vấn đề liên quan đến kỹ thuật và việc sản xuất
Việc thiết kế ra loại tăng siêu nặng Panzer VIII Maus đã đặt ra khá nhiều vấn đề kỹ thuật như:không có động cơ nào phù hợp với một loại tăng như vậy, trục trặc kỹ thuật, vấn đề đường sá khi di chuyển, không thể đậu lại trên cầu và đặc biệt là chúng rất khó để di chuyển khi có máy bay.
Nếu như một loại tăng như Maus còn như vậy thì làm sao mà Landkreuzer P. 1500 Monster có thể hoạt động được mà còn phải tránh tất cả các lỗi kỹ thuật đã từng lặp lại với Maus. Một điểm quan trọng khác là những loại tăng siêu nặng như thế này sẽ luôn là mục tiêu cho máy bay ném bom của quân Đồng Minh.